# Qızılavar
Qızılavar è un comune dell'Azerbaigian situato nel distretto di Masallı. Conta una popolazione di 2 263 abitanti.